# Шипіцино (Махньовський міський округ)
Шипі́цино (рос. Шипицыно) — село у складі Махньовського міського округу Свердловської області.
Населення — 13 осіб (2010, 42 у 2002).
Національний склад населення станом на 2002 рік: росіяни — 100 %.